# 圣然
圣然（法語：Saint-Gein，法語發音：[sɛ̃ ʒɛ̃]）是法国朗德省的一个市镇，属于蒙德马桑区。

## 地理
圣然（43°50'6"N, 0°18'4"W）面积17.85 平方千米，位于法国新阿基坦大区朗德省，该省份为法国西南部沿海省份，是法國本土面积第二大的省，北起吉倫特省，西临大西洋，南至大西洋比利牛斯省，东临热尔省，东北与洛特-加龍省接壤。
与圣然接壤的市镇（或旧市镇、城区）包括：卡斯唐代、翁唐克斯、佩尔基、皮若-勒普朗。

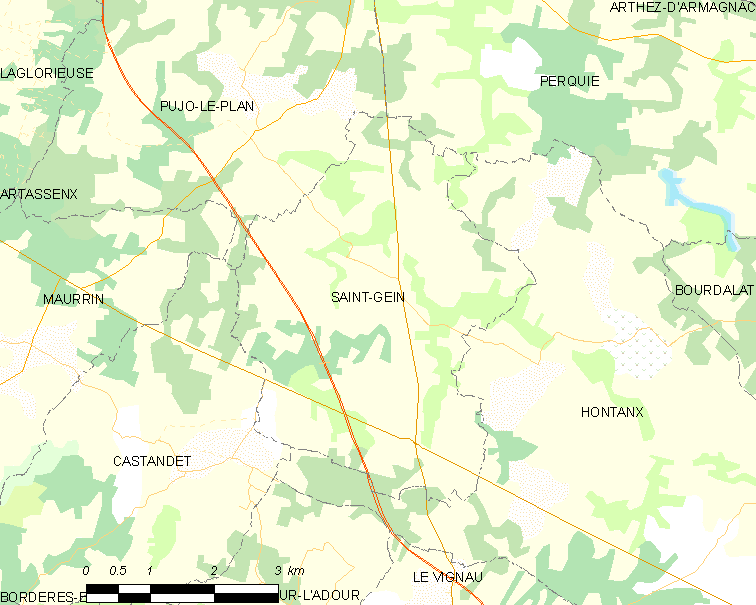
圣然的OSM定位图

圣然的时区为UTC+01:00、UTC+02:00（夏令时）。

## 行政
圣然的邮政编码为40190，INSEE市镇编码为40259。

## 政治
圣然所属的省级选区为阿杜尔-阿马尼亚克县。

## 人口

1962-2008年间圣然人口变化图示

圣然于2022年1月1日时的人口数量为418人。